# Kriegstetten
Kriegstetten es una comuna suiza del cantón de Soleura, situada en el distrito de Wasseramt. Limita al noroeste con la comuna de Derendingen, al noreste con Oekingen, al este con Halten, al sur con Recherswil, y al oeste con Obergerlafingen y Gerlafingen.

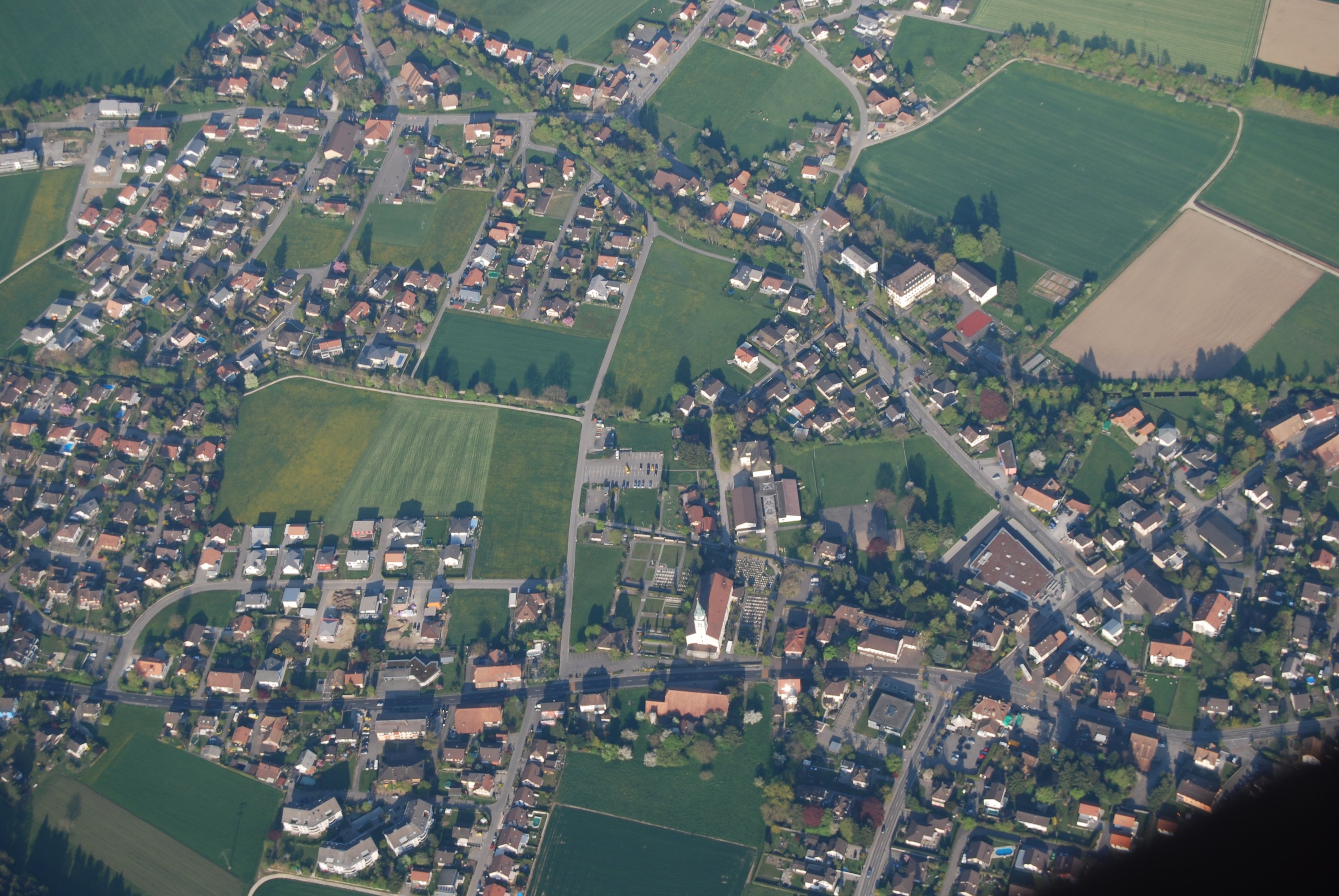
Kriegstetten